# Jagten på kæledyret
Jagten på kæledyret er en dansk børnefilm fra 2003 med instruktion og manuskript af Helle Melander. I hovedrollerne er to børneskuespillere: Mathaeus Bech (8 år, Svendborg) og Clara Krogh Hesselbjerg (8 år, Rudkøbing). Kortfilmen (16 minutter) er udgivet af Zentropa.

## Handling
Filmen handler om en børnefødselsdag og jagten på en gave. Den er optaget i naturen på Sydlangeland.